# Маунтин Лејк Парк (Мериленд)
Маунтин Лејк Парк (енгл. Mountain Lake Park) град је у америчкој савезној држави Мериленд.

## Демографија
По попису из 2010. године број становника је 2.092, што је 156 (-6,9%) становника мање него 2000. године.
| Група             | 2000.         | 2010.         |
| Белци             | 2.213 (98,4%) | 2.039 (97,5%) |
| Афроамериканци    | 8 (0,4%)      | 8 (0,4%)      |
| Азијати           | 1 (0,0%)      | 6 (0,3%)      |
| Хиспаноамериканци | 17 (0,8%)     | 12 (0,6%)     |
| Укупно            | 2.248         | 2.092         |